# Xenomystus
Xenomystus is een geslacht van straalvinnige vissensoort uit de familie van de Notopteridae (Mesvissen).

## Soort
- Xenomystus nigri (Günther, 1868) – Afrikaanse mesvis